# Haroldo Ferretti
Haroldo Júlio Ferretti de Souza (Belo Horizonte, 17 de junho de 1969) é um baterista brasileiro, conhecido por integrar a banda Skank. Instalou em sua casa de Belo Horizonte, onde ele e sua família moravam antes, um estúdio onde a banda frequentemente ensaia e ocasionalmente gravava.
O músico começou a tocar bateria aos 14 anos, sem formação clássica – um verdadeiro talento natural. Além de músico, treina jiu-jitsu.
É pai de João e Julia e marido de Ana Maria.